# Night & Day
Night and Day (Noche y Día) es el tercer álbum de estudio de la cantante Virginia Labuat, y el primero completamente en inglés. Se puso a la venta el 19 de marzo de 2013 y está compuesto en su totalidad por Virginia Maestro. El álbum debutó en el número 11 de los más vendidos del España, al igual que su anterior disco Dulce Hogar.

## Grabación
Finalizada la extensa gira de conciertos correspondiente a su anterior álbum Dulce Hogar, Virginia Labuat comienza la grabación en octubre de 2012 del que será su tercer álbum de estudio. Virginia propuso a la discográfica en agosto de ese mismo año el proyecto de un álbum que incluyese un CD y un DVD con un miniconcierto con temas no presentes en el CD y que fue grabado con su banda en formato acústico.
El 14 de enero de 2013 se confirma el nombre del nuevo trabajo: Night & Day, grabado en B Studios Madrid y producido por Virginia Labuat, Berni Calvo, Sergio Fernández y Peter Nollan. El disco cuenta con colaboraciones de Nacho Mastretta, Nacho Mur y Julián Maeso, entre otros músicos. 

## Publicación
El 23 de enero se confirma que  el disco está compuesto por un CD y un DVD con más de 20 nuevas canciones. 
El primer single, Dream Man, se estrenó en Europa FM el 11 de enero y se puso a la venta a partir del 12 del mismo mes en las principales tiendas digitales. Días más tarde, el 19 de febrero se estrenó también, un primer video del sencillo, denominado "primer plano" con la canción tocada en formato acústico por Virginia y su banda, para posteriormente estrenar el videoclip oficial de la canción. Ambos videos fueron número 1 de descargas en iTunes.  
El álbum se puso a la venta el 19 de marzo y debutó en la posición número 11 de los más vendidos del país.  
Virginia comenzó tras la publicación del disco una extensa gira de conciertos, que finalizó su primera parte el día de su cumpleaños (29 de septiembre) en Sevilla, habiendo realizado hasta la fecha cerca de 30 conciertos por toda España.

## Canciones
01 Let Me Talk
02 Main Street
03 Get The Check
04 Dream Man
05 Eighteen
06 Inmature
07 Out Of The Blue
08 I Wonder
09 Lotus Isle
10 I´ll Find The Way
11 My Lord
12 Night & Day
13 Its Time
14 For Once

## Listas de popularidad
| \| País (Lista) \| Mejor posición \| \| --------------------- \| -------------- \| \| Spanish Album Charts \| 11 \| \| Jordania Album Charts \| 99[1] \| |                |
| País (Lista) | Mejor posición |
| Spanish Album Charts | 11             |
| Jordania Album Charts | 99             |

## Fechas de la gira Night & Day 2013
| Gira Night & Day             |                                |                              |
| Fecha                        | Ciudad                         | Lugar                        |
| 19 de marzo de 2013          | Madrid (España)                | FNAC Callao                  |
| 20 de marzo de 2013          | Sevilla (España)               | FNAC                         |
| 21 de marzo de 2013          | Barcelona (España)             | FNAC Diagonal del Mar        |
| 13 de abril de 2013          | Sevilla (España)               | Sala Jazz Corner             |
| 25 de abril de 2013          | Málaga (España)                | FNAC                         |
| 26 de abril de 2013          | Pamplona (España)              | Subsuelo 44                  |
| 30 de abril de 2013          | Valencia (España)              | Sala Matisse                 |
| 8 de mayo de 2013            | Barcelona (España)             | Sala BeCool                  |
| 18 de mayo de 2013           | Zaragoza (España)              | El poeta eléctrico           |
| 25 de mayo de 2013           | Palma de Mallorca (España)     | Tragaluz Electric            |
| 31 de mayo de 2013           | Badajoz (España)               | Centro de Ocio Contemporáneo |
| 1 de junio de 2013           | Vigo (España)                  | Fabrica de Chocolate Club    |
| 14 de junio de 2013          | Barcelona (España)             | Sala Luz de Gas              |
| 15 de junio de 2013          | Madrid (España)                | Moby Dick Club               |
| 22 de junio de 2013          | Granada (España)               | Booga Club                   |
| 21 de junio de 2013          | Madrid (España)                | Fnac Plaza Norte             |
| 28 de junio de 2013          | Murcia (España)                | Sala La Puerta Falsa         |
| 7 de julio de 2013           | Alcázar de San Juan (España)   | Escenarios de verano         |
| 19 de julio de 2013          | Santander (España)             | Sala Black Bird              |
| 24 de julio de 2013          | Ávila (España)                 | El Episcopio                 |
| 31 de julio de 2013          | Puerto de Santa María (España) | Sala Milkawee                |
| 7 de agosto de 2013          | Gandía (España)                | Sala Varadero                |
| 10 de agosto de 2013         | Cartagena (España)             | El Batel                     |
| 17 de agosto de 2013         | Ávila (España)                 | Primer Festival de La Cañada |
| 31 de agosto de 2013         | Mallorca (España)              | Festival AlcudiaJazz         |
| 28 de septiembre de 2013     | Sevilla (España)               | Sala Jazz Corner             |
| 11 de octubre de 2013        | Olot (España)                  | Ateneu Central               |
| 9 de noviembre de 2013       | Toledo (España)                | Sala The Times               |
| 16 de noviembre de 2013      | Almería (España)               | Sala Radiolab                |
| 23 de noviembre de 2013      | Murcia (España)                | Sala La Puerta Falsa         |
| 29 de noviembre de 2013      | Lugo (España)                  | Sala Medievo                 |
| 13 y 14 de diciembre de 2013 | Menorca (España)               | Sala Akelarre                |
| 18 de enero de 2014          | El Campello (España)           | Auditori Pedro Vaello        |

- Datos: Q6042868